# (523675) 2013 PV74
2013 بي في 74 (ويعرف أيضًا باسم (523675) 2013 بي في 74 وفق تسمية الكوكب الصغير) (بالإنجليزية: 2013 PV74)‏ هو كويكب ضمن حزام الكويكبات؛ وترتيبه 523675 من حيث الاكتشاف.
اكتُشف هذا الجُرم الفلكي بواسطة مقراب بان ستارز في 2013.

## وصلات خارجية
- (523675) 2013 PV74 في قاعدة بيانات مختبر الدفع النفاث لأجرام النظام الشمسي الصغيرة

- الاكتشاف · مخطط المدار ·  العناصر المدارية · المعلمات المادية

- (523675) 2013 PV74 على موقع ويكي سكاي: DSS2, SDSS, GALEX, IRAS, Hydrogen α, X-Ray, Astrophoto, Sky Map, Articles and images

قالب:الكواكب الصغيرة: 523001–524000